# Blindekuh
Blindekuh (Blindbock) är en operett i tre akter med musik av Johann Strauss den yngre och libretto av Rudolf Kneisel. Operetten hade premiär den 18 december 1878 på Theater an der Wien i Wien.

## Historia
Den 15 juni 1876 - till och med före premiären av Johann Strauss operett Prinz Methusalem (Carltheater den 3 januari 1877) - skrev tidningen Fremden-Blatt att nästföljande teatersäsong (hösten 1876 till sommaren 1877) skulle inkludera en ny operett av valskungen med titeln Blinde Kuh. Helt korrekt var uppgiften att verket var byggt på en komedi av den tyske författaren Rudolf Kneisel (1831-99) med sångtexter av Richard Genée, men det var felaktigt att ange premiären till tidigt i december 1876. Den 6 september skrev Strauss hustru Jetty ett brev Victor Wilder (den franske librettisten till Prinz Methusalem): 
"Jean [= Johann] arbetar några timmar varje morgon på Methusalem. Han har nu bara fyra nummer kvar att komponera; första föreställningen kommer att äga rum den 3 januari 1877 på Carltheater. Dessutom skriver han på den nya versionen av Cagliostro och av den parisiska Läderlappen. Vad direktör Konig (vid Tèatre de la Renaissance i Paris) beträffar, så förhandlar inte Jean mer om någon termin i vinter, ty när Lecocqs nya stycke gör sådan succé, kommer man inte att vilja avbryta denna. Dessutom gör inte Jean denna resa i vinter utan mig - och jag är, olyckligtvis, för tillfället inte helt i resbart skick. Därtill kan Jean inte slita sig från sitt arbete med operetten Blindbock, vars andra akt han redan har fullbordat. Den tredje är inte klar ännu från Genées sida, därvidlag återstår mycket att ändra. Med undantag för I-Tipferl-kupletten har Jean komponerat så gott som allt till den franska texten (Detta gäller alltså Methusalem). Jean vill inte längre uppföra Blindbock under innevarande säsong och tänker till och med på att framföra detta stycke i Paris, eftersom pjäsen är underhållande och han har skrivit en hänförande musik till den."
Efter Jettys plötsliga död den 8 april 1878 lade Strauss arbetet med Blindekuh åt sidan några månader. Han hann dock med att gifta om sig, endast tjugo dagar efter Jettys död. Med sin nya hustru Angelica for Strauss på bröllopsresa under tiden som det nya hemmet på Igelgasse iordningställdes. Så snart paret återvände till Wien i september fortsatte slutfasen i arbetet med Blindekuh. Då gjorde Strauss den obehagliga upptäckten att större delen av partituret till den nya operetten hade försvunnit under flytten. Tre fjärdedelar av musiken, eller närmare bestämt 12 hela nummer, måste rekonstrueras i rasande fart före urpremiären i december 1878. Inte förrän den 17 november 1878 kunde Fremden-Blatt meddelat att verket var färdigt och skulle uppföras på Theater an der Wien den 18 december samma år (två år efter den ursprungliga premiärdatumet). Redan den 9 december, en dryg vecka före premiären, framförde Strauss den omsorgsfullt utarbetade ouvertyren vid en karnevalsbal i Theater an der Wien.
Den 18 december gick ridån upp för Blindekuh och som vanligt var det svårt att skaffa biljetter till Strauss urpremiärer. Inte ens Strauss berömde vän Johannes Brahms såg ut att lyckas. I ett brev från läkaren Theodor Billroth till Brahms den 17 december står det: "Käre vän! Jag har gjort fåfänga ansträngningar att skaffa biljetter till Strauss 'Blindekuh' för att åter kunna gå tillsammans med Dig. Det fanns inga att få!" Billroth fick stanna hemma, men Brahm följde sannolikt med Strauss till premiären. Tre timmar varade föreställningen, som skulle bli Strauss första verkliga fiasko. Kneisels ursprungstext hade förvanskats av Genée att Kneisel inte längre ville kännas vid varken text eller handling. Efter sexton föreställningar, fram till den 2 februari 1879, lades stycket ned för alltid i Wien. Endast i Hamburg, Berlin, Budapest, Teplitz, Brünn och Liberec kom operetten att spelas, dock utan framgång. Blindekuh blev den sista av Strauss operetter där han tilldelades hela tantiemet för att sedan själv komma överens med textdiktarna om deras andelar.

## Personer
| Roller                                        | Stämma      |
| --------------------------------------------- | ----------- |
| Scholle, markägare                            | baryton     |
| Arabella, hans hustru                         | sopran      |
| Waldine, hans dotter från första äktenskapet  | sopran      |
| Adolf Bothwell, Scholles brorson från Amerika | tenor       |
| Kragel, hovsekreterare                        | tenor       |
| Betsy                                         | sopran      |
| Fräulein Elvira, Waldines guvernant           | mezzosopran |
| Johann, Scholles betjänt                      | tenor       |
| Hellmuth Forst                                | tenor       |
| Baron von Haseman                             |             |

## Musiken
- Ouvertyr
- Nr 1 Inledning och kör (Arabella): "Welch' buntes Leben wird"
- Nr 1a Kuplett med kör (Kör): "Es kommt ein Wagen an!"
- Nr 1b Kuplett (Baron): "Ich bin Baron von Hasemann"
- Nr 2 Kuplett (Johann): "Ich bin Gousmand"
- Nr 3 Duettino (Waldine, Elvira): "Ein holder Frühlings morgen"
- Nr 4 Kuplett (Hellmuth): "Schwieger mutter zu gewinnen"
- Nr 5 Kuplett (Hellmuth): "Die Eisenbalmen weit und breit"
- Nr 6 Kvartett (Elvira, Kragel, Johann, Hellmuth): "Ha! Ha! Ha! Was soll dies Lachen?"
- Nr 7 Akt 1 final: "Ha! Ha! Ha! Traurige, schaurige, Situation, Ha!"
- Nr 8 Inledning och kör (Kör): "Duftige Blumen lasst uns binden Tulpen"
- Nr 8½ Kuplett (Johann): "Wie sprießt so frisch das Laub am Baume"
- Nr 9 Ensemble: "Ein Fremder kommt"
- Nr 10 Duett (Hellmuth, Adolf): "Sie lachen über mich"
- Nr 11 Kuplett (Kragel): "Jung und schon vom edlem Wuchsen"
- Nr 12 Kuplett (Betsy): "Eheglück und Flitterwochen"
- Nr 13 Terzett (Betsy, Arabella, Hellmuth): "Ja endlich find' ich Sie allein"
- Nr 14 Akt 2 final: "Ja, ja nur zu nur zu!"
- Nr 14½ Kotiljong och kör: "Welche Lust bei diesen Klängen"
- Nr 15 Terzett (Elvira, Johann, Kragel): "O, Elvira theure Braut!"
- Nr 16 Promenad-kvartett (Waldine, Betsy, Hellmuth, Adolf): "Beim Spazieren, amüsieren wir uns sehr"
- Nr 17 Kuplett (Betsy): "Küssen mag ich gar nicht gern"
- Nr 18 Akt 3 Final

### Musikaliskt återbruk
Under många år hade familjen Strauss gjort reklam för olika kompositörers operor och operetter genom att sammanställa egna orkesterverk med teman från verken. I och med Indigo und die 40 Räuber påbörjade Johann Strauss ett liknande tillvägagångssätt men denna gång med sina egna operetter. Utifrån musiken till Blindekuh sammanställde han sammanlagt fem separata orkesterverk:
- Kennst du mich?, Vals, Opus 381
- Pariser-Polka, Polka-francaise, Opus 382
- Nur fort, Polka-Schnell, Opus 383
- Opern-Maskenball-Quadrille, Kadrilj, Opus 384
- Waldine, Polkamazurka, Opus 385